# متنزه كيوادين الحكومي
منتزه كيوادين الحكومي هو متنزه حكومي تبلغ مساحته 282 أكر (1.14 كـم2) في مدينة ألكساندريا في مقاطعه جيفرسون، بولاية نيويورك في الولايات المتحدة. يقع المتنزه على طول نهر سانت لورانس، جنوب غرب قريه خليج ألكساندرياعلى طريق ولايه نيويورك 12 ه
تفتح الحديقة أبوابها على مدار العام، وتوفر مسبحًا ودشات وطاولات نزهة وملعبًا ومخيمًا يضم 48 موقعًا للتخييم وصيد الأسماك وصيد الأسماك على الجليد والتزلج الريفي على الثلج وإطلاق قارب.

## روابط خارجية
- New York State Parks: Keewaydin State Park